# Delias bornemanni
Delias bornemanni är en fjärilsart som beskrevs av Ribbe 1900. Delias bornemanni ingår i släktet Delias och familjen vitfjärilar. Inga underarter finns listade i Catalogue of Life.